# Кунистино Малое
 Кунистино Малое — деревня в Приволжском районе Ивановской области. Входит в состав Ингарского сельского поселения.

## География
Находится в северной части Ивановской области на расстоянии приблизительно 6 км на запад по прямой от районного центра города Приволжск на левом берегу Осьи, в непосредственной близости от села Кунестино, находящегося на правом берегу указанной речки.

## История
В 1872 году здесь было учтено 16 дворов, в 1907 году — 28. Название деревни связано с соседним селом Кунестино, поскольку ранее деревня называлась Кунестино Малое.

## Население
Постоянное население составляло 77 человек (1872 год), 94 (1897), 130 (1907), 75 в 2002 году (русские 97 %), 89 в 2010.